# Trąbki Wielkie (gmina)
Trąbki Wielkie – gmina wiejska w województwie pomorskim, w powiecie gdańskim. W latach 1975–1998 gmina położona była w województwie gdańskim.
Siedziba gminy to Trąbki Wielkie.

## Sołectwa
| Tab. 1. Jednostki pomocnicze gminy Trąbki Wielkie. |
| --- |
| W skład gminy wchodzi 25 jednostek pomocniczych – sołectw: Błotnia, Czerniewo, Cząstkowo, Domachowo, Drzewina, Ełganowo, Graniczna Wieś, Gołębiewo Wielkie, Gołębiewo Średnie, Gołębiewko, Klępiny, Kaczki, Kleszczewo, Kłodawa, Łaguszewo, Mierzeszyn, Pawłowo, Postołowo, Rościszewo, Sobowidz, Trąbki Małe, Trąbki Wielkie, Warcz, Zaskoczyn, Zła Wieś |

Według danych z 30 czerwca 2007 gminę zamieszkiwały 9644 osoby, 31 grudnia 2010 roku – 10 221 osób, w końcu 2011 – 10 484 osoby, a w końcu 2015 – 10 688 osób, 31 grudnia 2020 – 10 851 osób, a 31 grudnia 2021 11 044 osoby.
Gmina współpracuje z partnerską gminą Uehlfeld w Niemczech.

## Struktura powierzchni
Według danych z roku 2005 gmina Trąbki Wielkie miała obszar 162,62 km², w tym:
- użytki rolne: 59%
- użytki leśne: 31%

Gmina stanowi 20,5% powierzchni powiatu.

## Demografia
Tab. 2.  Dane z 30 czerwca 2004:
| Opis                              | Ogółem | Ogółem | Kobiety | Kobiety | Mężczyźni | Mężczyźni |
| --------------------------------- | ------ | ------ | ------- | ------- | --------- | --------- |
| Jednostka                         | osób   | %      | osób    | %       | osób      | %         |
| Populacja                         | 9392   | 100    | 4671    | 49,7    | 4721      | 50,3      |
| Gęstość zaludnienia [mieszk./km²] | 57,8   | 57,8   | 28,7    | 28,7    | 29        | 29        |

## Miejscowości

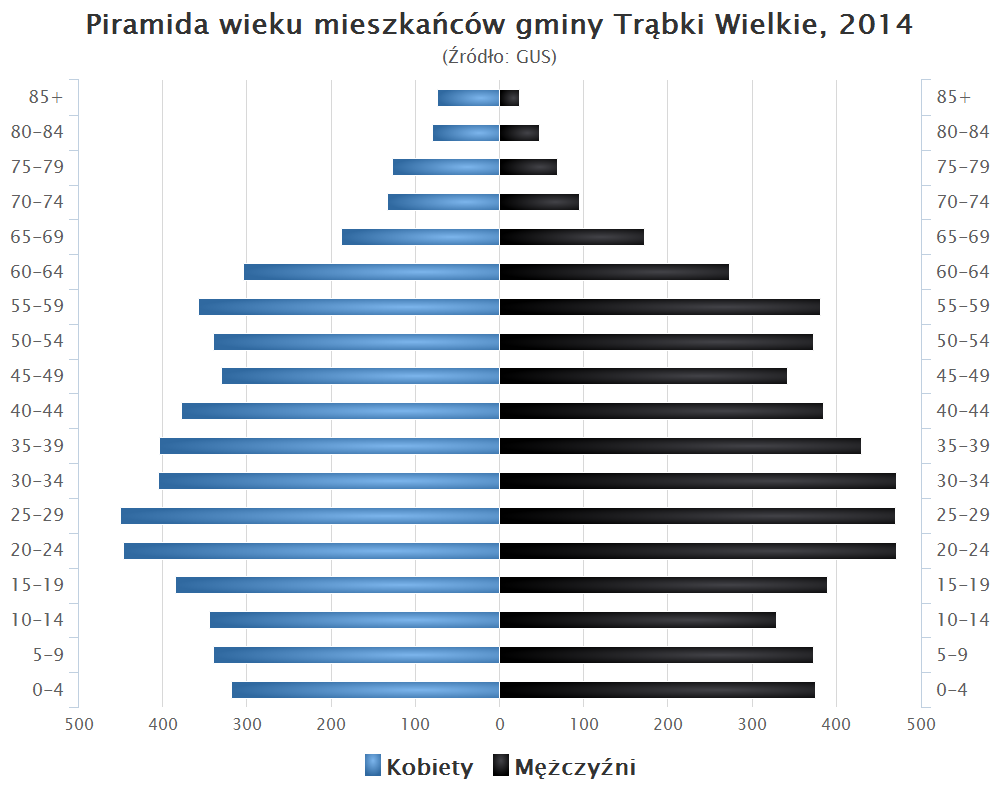
Piramida wieku mieszkańców gminy Trąbki Wielkie w 2014 roku

| Tab. 3. Miejscowości podstawowe oraz ich integralne części w administracji gminy Trąbki Wielkie, z wyrażeniem ich położenia geograficznego.                                               | Tab. 3. Miejscowości podstawowe oraz ich integralne części w administracji gminy Trąbki Wielkie, z wyrażeniem ich położenia geograficznego. | Tab. 3. Miejscowości podstawowe oraz ich integralne części w administracji gminy Trąbki Wielkie, z wyrażeniem ich położenia geograficznego. | Tab. 3. Miejscowości podstawowe oraz ich integralne części w administracji gminy Trąbki Wielkie, z wyrażeniem ich położenia geograficznego. | Tab. 3. Miejscowości podstawowe oraz ich integralne części w administracji gminy Trąbki Wielkie, z wyrażeniem ich położenia geograficznego. |
| Identyfikator SIMC | Nazwa miejscowości | Rodzaj miejscowości | Miejscowość podstawowa | Położenie geograficzne |
| --- | --- | --- | --- | --- |
| 0176029 | Błotnia | wieś | | 54°10′28″N 18°23′58″E/54,174444 18,399444                                                                                                   |
| 0176242 | Cząstkowo | wieś | | 54°08′41″N 18°26′19″E/54,144722 18,438611                                                                                                   |
| 0176041 | Czerniec | osada | | 54°10′35″N 18°28′48″E/54,176389 18,480000                                                                                                   |
| 0176035 | Czerniewo | wieś | | 54°10′19″N 18°29′03″E/54,171944 18,484167                                                                                                   |
| 0176331 | Domachowo | osada | | 54°12′33″N 18°27′44″E/54,209167 18,462222                                                                                                   |
| 0176058 | Drzewina | wieś | | 54°08′39″N 18°23′16″E/54,144167 18,387778                                                                                                   |
| 0176064 | Ełganowo | wieś | | 54°09′10″N 18°29′38″E/54,152778 18,493889                                                                                                   |
| 0176213 | Glinna Góra | osada wsi | Pawłowo | 54°08′56″N 18°25′13″E/54,148889 18,420278                                                                                                   |
| 0176070 | Gołębiewko | wieś | | 54°07′19″N 18°32′34″E/54,121944 18,542778                                                                                                   |
| 0176093 | Gołębiewo Średnie | osada | | 54°08′15″N 18°32′28″E/54,137500 18,541111                                                                                                   |
| 0176087 | Gołębiewo Wielkie | wieś | | 54°08′47″N 18°33′08″E/54,146389 18,552222                                                                                                   |
| 0176118 | Graniczna Wieś | wieś | | 54°09′41″N 18°27′13″E/54,161389 18,453611                                                                                                   |
| 0176130 | Kaczki | wieś | | 54°10′20″N 18°33′50″E/54,172222 18,563889                                                                                                   |
| 0176153 | Kleszczewo | wieś | | 54°11′35″N 18°31′00″E/54,193056 18,516667                                                                                                   |
| 0176160 | Klępiny | wieś | | 54°09′37″N 18°36′49″E/54,160278 18,613611                                                                                                   |
| 0176176 | Kłodawa | wieś | | 54°11′58″N 18°35′12″E/54,199444 18,586667                                                                                                   |
| 0997200 | Kłodnia | osada | | 54°06′19″N 18°35′07″E/54,105278 18,585278                                                                                                   |
| 0176265 | Kobierzyn | osada wsi | Rościszewo | 54°07′02″N 18°35′05″E/54,117222 18,584722                                                                                                   |
| 0997217 | Kobierzyn-Cegielnia | osada | | 54°06′37″N 18°34′33″E/54,110278 18,575833                                                                                                   |
| 0997192 | Lesk | osada | | 54°07′45″N 18°22′45″E/54,129167 18,379167                                                                                                   |
| 0997223 | Lisiki | osada | | 54°12′39″N 18°28′40″E/54,210833 18,477778                                                                                                   |
| 0176147 | Łaguszewo | osada | | 54°10′25″N 18°35′39″E/54,173611 18,594167                                                                                                   |
| 0176182 | Mierzeszyn | wieś | | 54°11′57″N 18°25′14″E/54,199167 18,420556                                                                                                   |
| 0176207 | Pawłowo | wieś | | 54°08′04″N 18°24′22″E/54,134444 18,406111                                                                                                   |
| 0176236 | Postołowo | wieś | | 54°07′53″N 18°27′54″E/54,131389 18,465000                                                                                                   |
| 0176124 | Pruska Karczma | osada leśna wsi | Graniczna Wieś | 54°09′03″N 18°26′03″E/54,150833 18,434167                                                                                                   |
| 0176288 | Rościszewko | osada | | 54°07′46″N 18°34′41″E/54,129444 18,578056                                                                                                   |
| 0176259 | Rościszewo | wieś | | 54°07′02″N 18°33′59″E/54,117222 18,566389                                                                                                   |
| 0176271 | Sobowidz | wieś | | 54°08′46″N 18°35′41″E/54,146111 18,594722                                                                                                   |
| 0176294 | Trąbki Małe | wieś | | 54°11′04″N 18°34′10″E/54,184444 18,569444                                                                                                   |
| 0176319 | Trąbki Wielkie | osada leśna | | 54°11′18″N 18°31′31″E/54,188333 18,525278                                                                                                   |
| 0176302 | Trąbki Wielkie | wieś | | 54°10′16″N 18°32′18″E/54,171111 18,538333                                                                                                   |
| 0176348 | Warcz | osada | | 54°12′29″N 18°30′00″E/54,208056 18,500000                                                                                                   |
| 0176325 | Warcz | wieś | | 54°12′24″N 18°28′55″E/54,206667 18,481944                                                                                                   |
| 0176199 | Wojanowo-Leśniczówka | część wsi | Mierzeszyn | 54°10′07″N 18°25′52″E/54,168611 18,431111                                                                                                   |
| 0176101 | Wymysłowo | osada | | 54°07′38″N 18°31′01″E/54,127222 18,516944                                                                                                   |
| 0176360 | Zaskoczyn | osada | | 54°11′38″N 18°28′23″E/54,193889 18,473056                                                                                                   |
| 0176354 | Zaskoczyn | osada | | 54°11′39″N 18°26′43″E/54,194167 18,445278                                                                                                   |
| 0176220 | Zielenina | osada wsi | Pawłowo | 54°07′42″N 18°23′33″E/54,128333 18,392500                                                                                                   |
| 0176377 | Zła Wieś | wieś | | 54°11′27″N 18°36′02″E/54,190833 18,600556                                                                                                   |
| Źródła: Wykaz urzędowych nazw miejscowości i ich części (xls),Dz.U. z 2013 r. poz. 200 oraz Dz.U. z 2015 r. poz. 1636, Zbiory danych państwowego rejestru nazw geograficznych -2025-07-13 | | | | |

## Hymn
Od 10 listopada 2015 roku gmina posiada swój hymn – Hejnał Gminy Trąbki Wielkie, który jest wykonywany na trąbce.

## Miejscowości niesołeckie
Czerniec, Czerniewko, Ełganówko, Glinna Góra, Klowiter, Kłodnia, Kobierzyn, Lesk, Lisiki, Pruska Karczma, Rościszewko, Trąbki Wielkie, Warcz, Wojanowo-Leśniczówka, Wymysłowo, Zielenina

## Ochrona przyrody
- rezerwat przyrody Dolina Kłodawy

## Sąsiednie gminy
Kolbudy, Pruszcz Gdański, Przywidz, Pszczółki, Skarszewy, Tczew